# 警察署長 (小説)
『警察署長』（Chiefs）は、スチュアート・ウッズ (Stuart Woods) 著によるアメリカ合衆国の警察小説である。アメリカ合衆国南部の架空の街デラノで発生した連続殺人事件とそれに関わる街の3代に渡る警察署長の物語。

## あらすじ

### ウィル・ヘンリー・リー
1919年12月、ジョージア州/デラノ市の市議会は公募していた警察署長の職にウィル・ヘンリー・リーを選定した。ウィル・ヘンリーは、ゾウムシ被害で自分の農場をたたんだ元農場主であり軍人や警察官としての経験は無かったが人望の厚い人物であった。街で初の警察署の立ち上げと日常業務が始まったある日、新聞配達の少年が崖下で若い男の死体を発見した。ウィル・ヘンリーは近隣で活動するクー・クラックス・クランの仕業と考え捜査を始める一方、検死の結果では男は特徴のある拷問を受けた後で墜落死したと想定された。
1924年、ウィル・ヘンリーの隣の管轄区域で若い男の射殺体が発見された。発見場所が4年前の事件の場所と近く遺体の手首には縛られた痕が残っていたが担当区域外ということもあり十分な捜査はできなかった。
1927年になり警察備品の納入業者からデラノの私書箱宛に警察官の装備の注文があったとの知らせが入り、些細な偶然も重なり犯人の目星をつけたウィル・ヘンリーは判事に会いに行く途中でよんどころない用事で以前自分の農場で働いていた問題を抱えた小作人一家を訪ねた。

### サニー・バッツ
第二次世界大戦が終わりデラノにも出征兵士達が帰還してきた。その中にはアメリカ陸軍航空軍の爆撃機乗りであったビリー・リー中佐や陸軍で数々の勲章を授与されたサニー・バッツ曹長がいた。ビリー・リーは出征前の弁護士の仕事に戻りデラノの有力者であるヒュー・ホームズの後ろ盾で政界を目指すこととなり、バッツは復員兵士のための職業斡旋でデラノ警察の巡査に採用された。
バッツは署内でウィル・ヘンリーが書いた未解決殺人事件の捜査記録を発見し、そこにはある人物を犯人と示唆している記述があった。この事件に興味を持ったバッツは個人的に捜査を始めた。2代目署長のメルヴィン・トマスが急死したことによりバッツは3代目の警察署長となったが、ビリー・リーを含む街の住民の中にはバッツの人種問題に絡んだ行状についての悪い噂を懸念する者もいた。
バッツは以前から目をつけていた復員軍人で自身の修理工場を経営するマーシャル・パーカーを無理やり拘引した挙句に殺してしまい、大陪審にかけられることとなった。窮地に陥ったバッツが何か手柄となるものを探しているとアトランタ警察の知人から行方不明の若者がバッツの管轄区域のほうへ向かったらしいとの報告を受けた。バッツは捲土重来を期し、行動に移った。

### タッカー・ワッツ
1962年、ジョージア州の副知事となったビリー・リーの元へアトランタの警察部長からの推薦で退役したアメリカ陸軍憲兵隊少佐のタッカー・ワッツが空席となっているデラノ市の警察署長の職を求めてやってきた。
採用されたワッツは、部下が整理していた警察署の古い記録からウィル・ヘンリーが追っていた失踪者の記録を発見した。その記録がバッツの集めた記録と一緒にされているのを不審に思ったワッツは記録を洗いなおした結果、ビリー・リーとバッツが同一の案件を追っていたことに気付いた。

## 登場人物
ウィル・ヘンリー・リー
デラノ警察署/署長（初代）
ビリー・リー
ウィル・ヘンリー・リーの息子、後にジョージア州副知事
ヒュー・ホームズ
デラノ銀行の頭取
スキーター・ウィリス
郡保安官
ホス・スペンス
地主
エミット
ホス・スペンスの息子
フォクシー・ファンダーバーグ
犬のブリーダー
ジェシー・コール
元ウィル・ヘンリーの小作人、後にホス・スペンスの小作人
ウィリー
ジェシー・コールの息子、ビリーの遊び友達
メルヴィン・トマス
デラノ警察署/署長（2代）
サニー・バッツ
デラノ警察署/巡査、後に署長（3代）
マーシャル・パーカー
自動車修理工場の経営者
タッカー・ワッツ
元アメリカ陸軍憲兵隊少佐、デラノ警察署/署長